# Plans de Villena
Els Plans de Villena era una històrica comarca del País Valencià que actualment està dividida entre les comarques actuals de l'Alt Vinalopó i el Vinalopó Mitjà. Hi formaven part els municipis de Cabdet (actualment a Castella-La Manxa), Asp, Elda, Montfort del Cid, i Petrer (al Vinalopó Mitjà), Salines, Saix, i Villena (a l'Alt Vinalopó). Apareix al mapa de comarques d'Emili Beüt Comarques naturals del Regne de València publicat l'any 1934.